# Psicologia de la personalitat
La psicologia de la personalitat és la branca de la psicologia que estudia la personalitat i la seva relació amb la conducta i amb altres funcions psicològiques.

## Concepte de personalitat
En termes generals, podríem dir que la psicologia no ha trobat un concepte per a la personalitat més enllà de conjunt de formes i maneres característiques d'un individu d'enfrontar-se al medi. En ella hi interven una sèrie d'atributs que podríem definir en quatre processos:
- Processos cognitius o intel·ligència: percepció, memòria, raonament.
- Processos conatius o caràcter: motivació, voluntat, interessos.
- Processos emocionals o temperament: ansietat, por, ira.
- Processos biofísics o constitució: activació cortical, neuroendocrines.

Seguint aquest criteri, la personalitat es pot considerar de tres maneres diferents:
- Com una variable dependent o resposta, entenent la personalitat com el comú denominador de les conductes.
- Com una variable independentoestímul, entenent la personalitat des del significat més social o psicològic i considerant que la forma de ser i de fer provoca la conducta dels altres.
- Com una variable intermediària o organisme: es tracta de la caracterització psicològica de la persona la que dona sentit tant a l'estímul o antecedent (situació) com la conseqüent (conducta).

## Models de personalitat

### Personologista
També conegudes com a teories endògenes o models biològics o intrapsíquics. Es fonamenten en la genètica. Sostenen que la personalitat és constant al llarg del temps i que no varia en funció de la situació. Aquestes teories defensen que són les característiques de la mateixa persona i els seus processos interns els que determinen la seva conducta. En aquest grup trobem la teoria psicodinàmica i la teoria de trets.
Autors importants d'aquest moviment són:
- Sigmund Freud
- Raymond Catell
- Hans Eysenck

### Situacionista
Conegudes com a teories exògenes, consideren que la personalitat és fruit de l'aprenentatge i té una gran dependència situacional. Aquest moviment de base conductista basaria els postulats en la psicologia de l'aprenentatge. Dins el seu cos teòric, es considera que no hi ha realitats intrapsíquiques reals i entén el concepte de personalitat com un conjunt d'hàbits apresos. L'autor que va sistematitzar tot el moviment fou l'austríac Walter Mischel, que el 1968 va resumir les tesis situacionistes en:
- L'estabilitatoconsistència de les persones a través del temps i les situacions, és percebuda com a subjectiva, no com a objectiva.
- Els trets i les realitats intrapsíquiques dinàmiques són simples constructes mentals, no entitats reals existents.
- La conducta és específica i dependent de la situació.
- Les persones són poc consistents en moments diferents i situacions diferents.

### Interaccionista
Aquest moviment entén la personalitat com el resultat de la interacció entre les característiiques endògenes i els factors exògens. En definitiva, defensen l'interaccionisme entre la naturalesa biològica (hereditària i constitucional) i la naturalesa cultural (apresa). Aquest seria el model explicatiu del comportament i la resta de persones i les seves conductes serien l'element més rellevant de l'explicació de la conducta d'un individu (model interpersonal).

## Teories representatives

### Teoria psicodinàmica

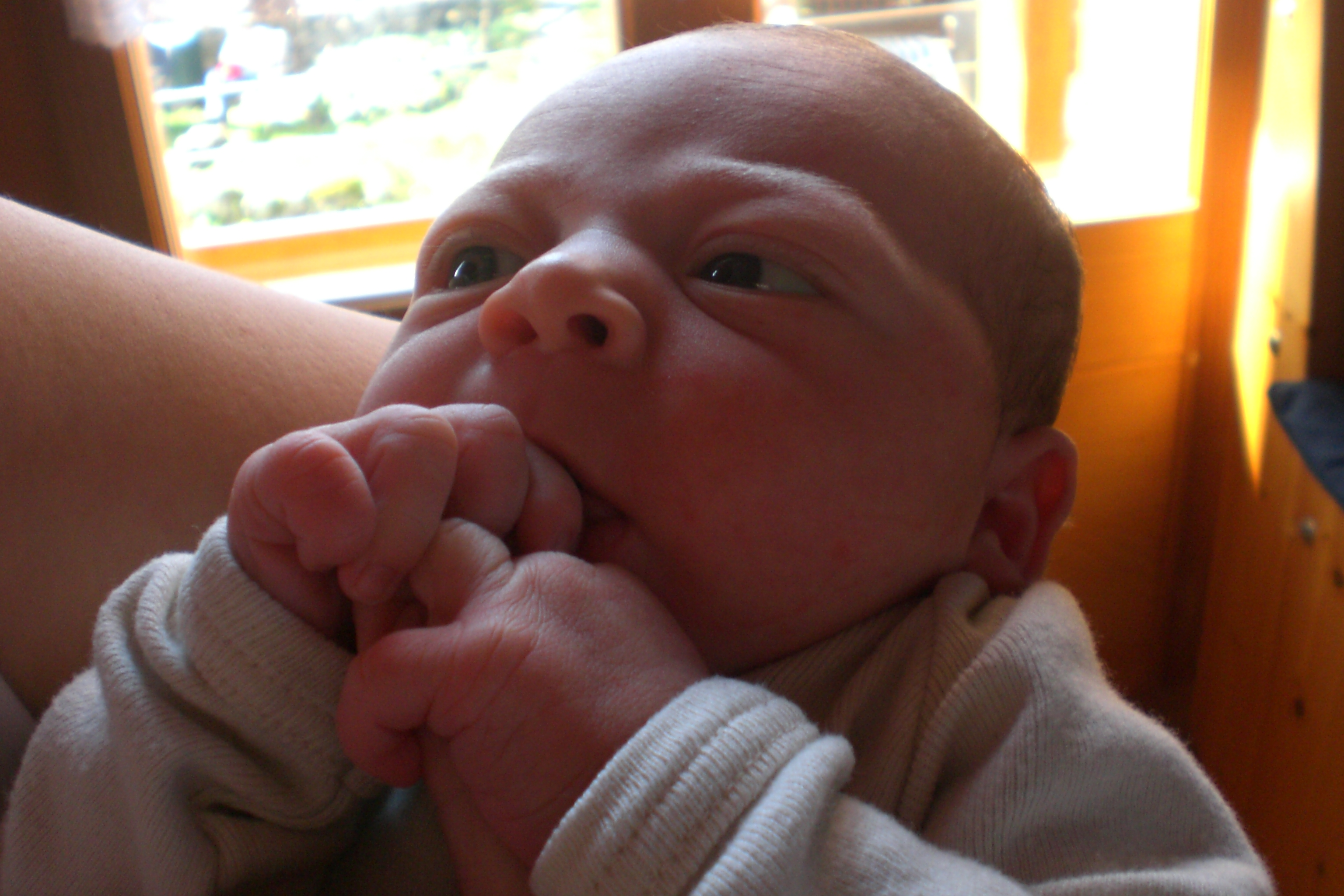
Durant el primer any i mig de vida, coneguda com a etapa oral, xumar i menjar són les principals fonts de plaer

La teoria psicodinàmica bàsica es fonamenta en:
- La conducta humana i el seu desenvolupament es determina per fenòmens intrapsíquics.
- Els factors intrapsíquics proporcionen les causes subjacents de les conductes que atribuïríem a conflictes no resolts o a necessitats insatisfetes a partir de sentiments interns.
- Els orígens de la conducta, normal o patològica, s'estableixen en la infància a través de la satisfacció o frustració, donant especial èmfasi a la família o a la figures autoritàries com a referent.
- L'avaluació clínica, el tractament i la recerca haurien de dirigir-se als aspectes subtils de l'activitat intrapsíquica.

#### Teoria psicoanalítica
La figura més representativa d'aquest corrent és, sense dubte, sigmund Freud. El model psicodinàmic o psicoanalista de Freud es basava en un nombre reduït de principis.
- Determinisme psíquic: la majoria de conductes es consideren significatives (fins i tot els accidents), ja que ens poden proporcionar evidències dels conflictes i motivacions latents. La part que queda fora de la consciència s'anomena inconscient.
- Conducta orientada a una meta i expressió d'un joc de forces: els patrons de conducta humana són el producte d'una lluita contínua entre el desig per satisfer els instints innats sexuals i agressius i la necessitat de considerar exigències, normes i realitats del món extern.
- Enfocament genètic: conducta entesa com un producte d'esdeveniments ocorreguts en la història passada de l'individu.
- Estructura mental: dins la mateixa teoria freudiana, hi havia dues formes o subteories per explicar la conducta humana:
  - Teoria topogràfica, formada per:
    - Conscient: on es troben els fenòmens que podem conèixer en un determinat moment.
    - Preconscient: on hi ha els fenòmens que poden ser coneguts si es presta l'atenció necessària.
    - Inconscient: on hi ha els fenòmens que s'escapen de la consciència i en què no podem penetrar per algunes circumstàncies molt especials. L'insconscient és alògic, fluid, plàstic i directament observable.

  - Teoria estructural: elaborada per Freud l'any 1923, segons el qual podem definir 3 estructures:
    - L'id o allò: representa el substracte més biològic, l'energia psíquica o libido que busca en tot moment gratificar els desitjos sense tolerar la demora ni la frustració, operant amb el principi de plaer (recerca de plaer i evitació del dolor).[1] En l'allò resideixen l'institnt de vida i de mort, l'instint sexual i l'agressiu.
    - El superjò: es desenvolupa mitjançant la socialització, representa l'aspecte més moral del funcionament mental i conté els ideals, els càstigs o sentiments de culpa i les metes morals. Equival aproximadament a allò que anomenem consciència.
      - El jo: és qui estableix relacions amb el medi. És controlat, realista i lògic. És parcialment conscient i parcialment inconscient i opera amb el principi de realitat (demora les gratificacions de l'allò intentant no contradir la consciència moral). La seva funció és donar expressió als desigs de l'allò d'acord amb la realitat i les exigències del superjò.
- Dinàmica mental: dins el conflicte el jo té uns mecanismes de defensa: 
  - La projecció: allò que és intern i no apropiat per a la nostra consciència és projectat fora d'ella com si fos aliè a nosaltres mateixos.
  - La negació: negació de la realitat o de l'impuls.
  - La formació reactiva: la persona pensa i actua oposada al seu impuls inconscient.
  - La racionalització: es percep una acció però no un motiu, de manera que la conducta és reinterpretada de manera que sembli raonable i acceptable.
  - La repressió: el jo atura un pensament inacceptable. Aquest mecanisme requereix un esforç constant.
  - La sublimació: l'impuls prohibit es canalitza amb activitas productives o creatives. Aquestes permeten donar sortida a l'ansietat.[5]
- Etapes de desenvolupament
  - Etapa oral: el primer any i mig de vida la font de plaer és la boca, llavis i llengua, i per tant, xumar, mastegar, menjar, etc. Els trets principals són l'optimisme, la impaciència, l'enveja i l'agressivitat.
  - Etapa anal: de l'any i mig als tres anys i mig, la font de plaer és l'anus, i per tant, retenir, expulsar, control, la disciplina higiénica, etc. Els trets dependents del retentiu anal serien l'avarícia, obstinació, meticulositat, etc., i l'expulsiu anal la crueltat, destrucció, desordre, etc.
  - Etapa fal·licoedipal: dels tres als cinc o sis anys, la font de plaer són els mateixos genitals i els trets característics la relació amb els altres, l'afirmació, l'amor propi, el caràcter gregari, la castedat.
  - Latència: entre els sis i dotze anys, la font de plaer és l'aparell sensoriomotriu i els trets la diferenciació, l'aprenantage social i el desenvolupament de la consciència.
  - Pubertat: en la pubertat, la font de plaer són els contactes heterosexuals i la productivitat, i els trets la barreja harmoniosa de trets pregenitals (més capacitat per a l'amor i el treball).

### Altres autors psicodinàmics
Cal esmentar:
- Anna Freud, filla de Freud, seguidora de la seva doctrina.
- Erik H. Erikson que va treballar en factors socials del desenvolupament.
- Alfred Adler, desenvolupament del complex d'inferioritat.
- Carl Jung, gran desenvolupador del model psicodinàmic.
- Erik Fromm
- Melanie Klein

## Teoria dels trets
Hi ha dos principals enfocaments per a estudiar la teoria dels trets en la personalitat: la dels models basats en el contingut lèxic i els de base biològica. El tret és la unitat conjunta d'estudi. S'entén com a tret un conjunt d'hàbits relacionats entre si; els hàbits són conductes consistents en situacions específiques i els tipus es conceben com uns extrems en una dimensió de supertrets.

### Dimensions lèxiques de la personalitat
Els models lèxics es redueixen a usar l'anàlisi factorial com a instrument d'identificació de l'estructura. Es fonamenten en els continguts verbals que les persones des de sempre han fet servir per descriure les altres persones. El principal model i, probablement, el més usat, és el model dels 16 factors de personalitat de Raymond Catell. L'estructura de personalitat es fonamenta en 35 variables de trets verbals de personalitat, les quals Catell va descriure inicialment. Mitjançant l'anàlisi factorial, aquest factors es van reduir fins a quedar-ne setze, els quals els definiriem com a primaris, i que es poden agrupar en 4 de secundaris. L'instrument que va crear fou el qüestionari 16PF, que en l'actualitat s'usa en la seva cinquena versió.
A partir del model de Catell, es van desenvolupar altres models com el model Big-five de McRae & Costa.

### Dimensions reduccionistes
Les bases de les diferències individuals en la personalitat es troben en els mecanismes biològics. El principal avalador d'aquesta visió fou H. J. Eysenck, que es basa en dos constructes fisiològics:
- Disponibilitat d'energia nerviosa
- Forma de control

Per a Eysenck, la personalitat depèn de la naturalesa del sistema nerviós de la persona, que ens porta a tres dimensions d'aquesta:
- Extraversió-introversió: dimensió fonamentada en la força o debilitat del sistema nerviós, les persones extravertidas busquen l'activació cortical que ja posseeixen genèticament les persones introvertides.[6]
- Neuroticisme: relatiu a l'estabilitat o inestabilitat del sistema nerviós de la persona.
- Psicoticisme: explicaria l'anormalitat patològica.

## Teoria de l'aprenentatge social
Aquesta teoria es basa en el fet que la personalitat i la conducta es veuen influïts per l'aprenentatge que es porta a terme en un context social. Les diferències intraindividuals s'atribueixen en gran part a les diferències d'aprenentatge. Tot i haver-hi un ample ventall de models, tots ells comparteixen aquests postulats:
- Se subratlla la importància de la conducta mesurable.
- Els mètodes i procediments per estudiar la conducta són els propis de la ciència experimental.
- Els procediments clínics deriven dels principis de l'aprenentatge i la conducta social.
- Les conductes manifestes no es perceben com uns símptomes d'un procés intrapsíquic, per tant el diagnòstic no és necessari.

Les principals aportacions provenen del condicionament operant de B. F. Skinner i de l'aprenentatge per observació d'Albert Bandura.

## Teoria fenomenològica

La piràmide de Maslow sobre motivació

La conducta de cada individu està determinada per la percepció del món que tingui. Cada persona és única i, per tant, la seva perspectiva de la personalitat també ho és, i això es reflecteix en la seva conducta. Cal entendre, però, aquesta perspectiva com a flexible i canviant.
Les principals teories fenomenològiques comparteixen aquests punts:
- Consideren els éssers humans com a persones actives, pensants i responsables dels seus actes, capaces d'elaborar plans i escollir opcions de comportament.
- Suposen que la persona neix amb un potencial a desenvolupar, que són bones i que busquen metes positives.
- Tota activitat humana és normal, racional i comprensible quan es considera des del punt de vista de la persona.

### Teoria del constructe personal de Kelly
George Kelly es basa en el fet que els constructes personals o formes d'anticipar el món són una manera de construir o interpretar el món que ens envolta, categoritzar els elements i traçar una ruta de conducta. Els constructes conformen la realitat de la persona i la guia de la seva conducta. Per contra, la conducta problemàtica es desenvolupa quan una persona crea constructes imprecisos, molt simplificats o erronis en algun sentit.

### Teoria de l'autorealització de Rogers
Carl Rogers es basa en el fet que la personalitat neix de com es percep i s'experimenta un mateix dins el món que ens envolta. Els conceptes estructurals més importants són el self o configuració organitzada de les percepcions relatives al mi, jo i al self ideal. L'estat d'incogruència és el que es produeix quan l'individu percep de manera subliminal experiències que en el passat han estat associades a la pèrdua de consideració positiva, acompanyades de tensió i ansietat i a l'ús de mecanismes defensius per combatre'ls.

### Maslow i la psicologia humanista
Abraham Maslow, fundador de la psicologia humanista, accentuava la importància de l'experiència subjectiva i la percepció única de la realitat. Maslow considerava que les persones tenen la capacitat i la necessitat d'aconseguir l'autoactualització, però que fracassen en obtenir el seu potencial humà complet. Per a Maslow aquestes necessitats formen una jerarquia que inclou els requisits fisiològics bàsics amb els quals una persona neix, coneguts com la piràmide de Maslow.